# José Alberto Martínez
José Alberto Martínez Trinidad es un exciclista español nacido el 10 de septiembre de 1975 en San Sebastián.
Debutó como profesional en 1998 con el Euskaltel-Euskadi. Su especialidad eran las contrarrelojes, disciplina en la que consiguió la mayor parte de sus triunfos profesionales. Actualmente reside en la localidad de Lakunza, Navarra.

## Palmarés
| 1999 - 1 etapa de la Midi Libre - 1 etapa del G. P. Jornal de Noticias 2000 - 1 etapa de la Vuelta a Burgos - 1 etapa del G.P. Telecom Portugal 2002 - Critérium Internacional | 2005 - Clásica de Loire-Atlantique 2006 - 1 etapa del Critérium Internacional - Vuelta a Baviera |

## Resultados en Grandes Vueltas y Campeonato del Mundo
Durante su carrera deportiva ha conseguido los siguientes puestos en las Grandes Vueltas y en los Campeonatos del Mundo en carretera:
| Carrera         | 1998 | 1999 | 2000 | 2001 | 2002  | 2003 | 2004 | 2005 | 2006 | 2007 |
| --------------- | ---- | ---- | ---- | ---- | ----- | ---- | ---- | ---- | ---- | ---- |
| Giro de Italia  | -    | -    | -    | -    | -     | -    | -    | -    | -    | -    |
| Tour de Francia | -    | -    | -    | -    | -     | -    | -    | -    | Ab.  | -    |
| Vuelta a España | -    | -    | Ab.  | 28.º | 112.º | 31.º | Ab.  | -    | -    | -    |
| Mundial en Ruta | -    | -    | -    | -    | -     | -    | -    | -    | -    | -    |

-: No participa

Ab.: Abandono

## Equipos
- Euskaltel-Euskadi (1998-2003)
- Relax-Fuenlabrada (2004)
- Agritubel (2005-2007)